# Calicosama
Calicosama es un género de mariposas de la familia Riodinidae.

## Descripción
Especie tipo por designación original Nymphidium lilina Butler, 1870.

## Diversidad
Existen 2 especies reconocidas en el género, todas ellas tienen distribución neotropical.